# Токантинс (Минас-Жерайс)
Токантинс (порт. Tocantins) — муниципалитет в Бразилии, входит в штат Минас-Жерайс. Составная часть мезорегиона Зона-да-Мата. Входит в экономико-статистический микрорегион Уба. Население составляет 16 608 человек на 2006 год. Занимает площадь 173,994 км². Плотность населения — 95,5 чел./км².

## История
Город основан 27 декабря 1949 года.

## Статистика
- Валовой внутренний продукт на 2003 год составляет 56 836 377,00 реалов (данные: Бразильский институт географии и статистики).
- Валовой внутренний продукт на душу населения на 2003 год составляет 3580,70 реалов (данные: Бразильский институт географии и статистики).
- Индекс развития человеческого потенциала на 2000 год составляет 0,762 (данные: Программа развития ООН).